# Al Lichtman
Al Lichtman (ur. 9 kwietnia 1885, zm. 20 lutego 1958) – amerykański biznesmen w branży kinowej i producent filmowy pochodzenia węgiersko - żydowskiego.

## Filmografia
- 1958: Młode lwy

## Wyróżnienia
Posiada swoją gwiazdę na Hollywoodzkiej Alei Gwiazd.